# Neocunaxoides biramus
Neocunaxoides biramus är en spindeldjursart som beskrevs av Corpuz-Raros 2007. Neocunaxoides biramus ingår i släktet Neocunaxoides och familjen Cunaxidae. Inga underarter finns listade i Catalogue of Life.